# Tim Dunigan
Tim Dunigan (ur. 2 sierpnia 1955 w St. Louis, Missouri) – amerykański aktor pochodzenia rumuńskiego. Odtwórca tytułowej roli kapitana Jonathana Powera w serialu telewizyjnym Kapitan Power i żołnierze przyszłości (1987–1988). 
W 2002 porzucił aktorstwo i został brokerem kredytów hipotecznych.

## Filmografia
- 1983: Drużyna A jako Templeton „Buźka” Peck
- 1986: Zdrówko jako doktor McNeese
- 1987–1988: Kapitan Power i żołnierze przyszłości jako kpt. Jonathan Power
- 198: Napisała: Morderstwo jako Charley Holcomb / Freddy Masters
- 1990: Beverly Hills, 90210 jako Matt Brody
- 1991: Hasło: kocham cię jako wynajęty morderca
- 1994: John, Georgie i cała reszta jako Dan Nichols
- 1995: Diagnoza morderstwo jako Terry Broadhurst
- 2002: JAG jako pułkownik Norris